# Nature morte aux oranges
Nature morte aux oranges est un tableau réalisé par le peintre français Henri Matisse début 1912 à Tanger, au Maroc. Cette huile sur toile est une nature morte qui représente des oranges et d'autres fruits dans une sorte de corbeille posée sur une nappe décorée de bouquets de fleurs. Passée entre les mains de Pablo Picasso, l'œuvre est conservée depuis 1978 au musée Picasso de Paris.